# Justizvollzugsanstalt Amberg
Die Justizvollzugsanstalt Amberg (kurz JVA Amberg) ist eine in dem bayerischen Regierungsbezirk Oberpfalz gelegene Haftanstalt. Sie hat eine Belegungsfähigkeit von derzeit 519 Haftplätzen.

## Geschichte
Die Anstalt in Amberg wurde 1785 als Arbeits- und Zuchthaus aus einem Landgut auf Anregung des kurfürstlichen Kanzlers Felix Adam von Löwenthal errichtet und 1786 in Betrieb genommen. Amberg war ein alter Gerichtssitz der Kurpfalz und später des Herzogtums Bayern. Seit 1803 bestand ein bayerisches Landgericht älterer Ordnung in Amberg, seit 1857 auch ein Bezirksgericht. Die heutige Justizvollzugsanstalt Amberg diente lange als Landgerichtsgefängnis.
Nach zahlreichen Erweiterungen belaufen die vorhandenen Kapazitäten sich auf 351 Einzelhafträume und 214 Gemeinschaftshaftplätze, von denen 22 Haftplätze dem offenen Vollzug zuzurechnen sind. Hinzu kommen 20 Haftplätze in der Krankenabteilung.